# Palazzo Gherardi
El Palazzo Gherardi es una histórica casa renacentista de Florencia, situada en el número 88 de la via Ghibellina, a pocos minutos a pie del Duomo y del Palazzo Vecchio. 
El Palazzo Gherardi tiene una gran fachada renacentista de gran interés histórico y arquitectónico. En la planta baja hay una puerta principal y una puerta de servicio que están rodeadas por ventanas cuadradas de piedra gris. En el interior encontramos una escalera con una balaustrada de piedra y un pequeño patio con columnas octogonales que marcan el periodo de transición entre la arquitectura medieval y la renacentista.
Actualmente, el Palazzo Gherardi es la sede de una escuela de lengua para extranjeros; el Istituto di Lingua e Cultura Italiana Michelangelo y es el campus de Florencia de la Universidad de Roma: Unitelma La Sapienza Università degli Studi di Roma.

## Galería

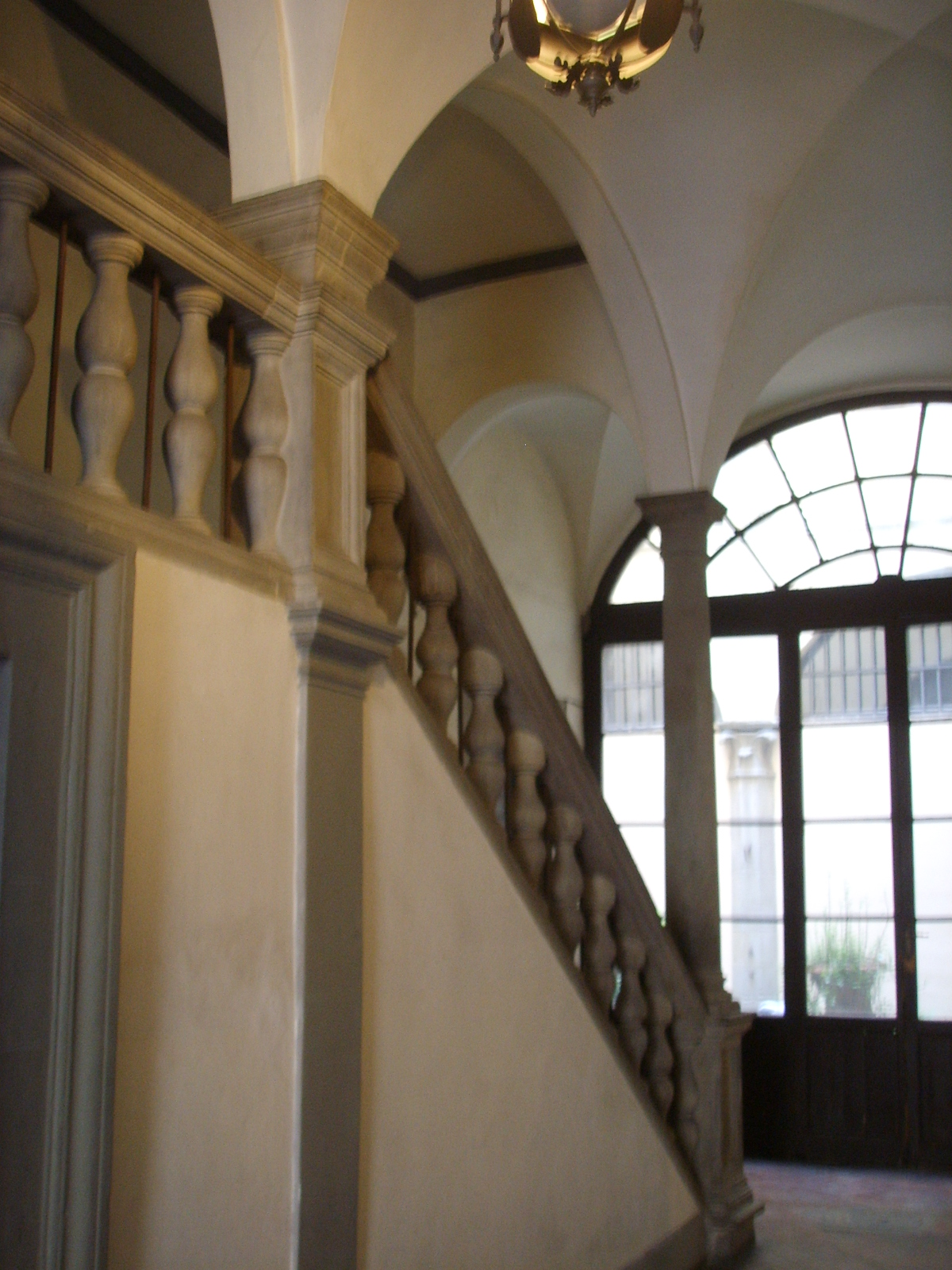
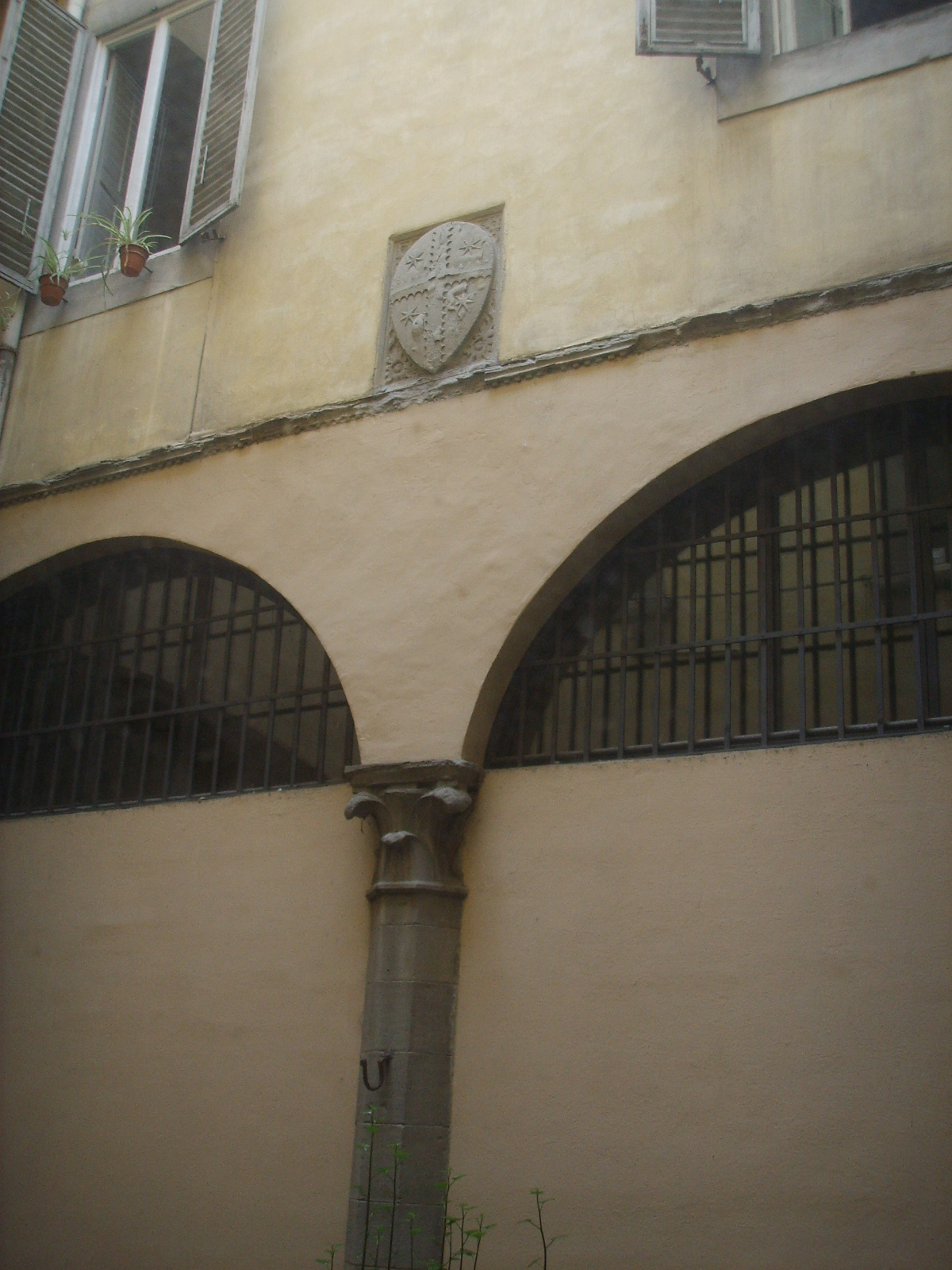
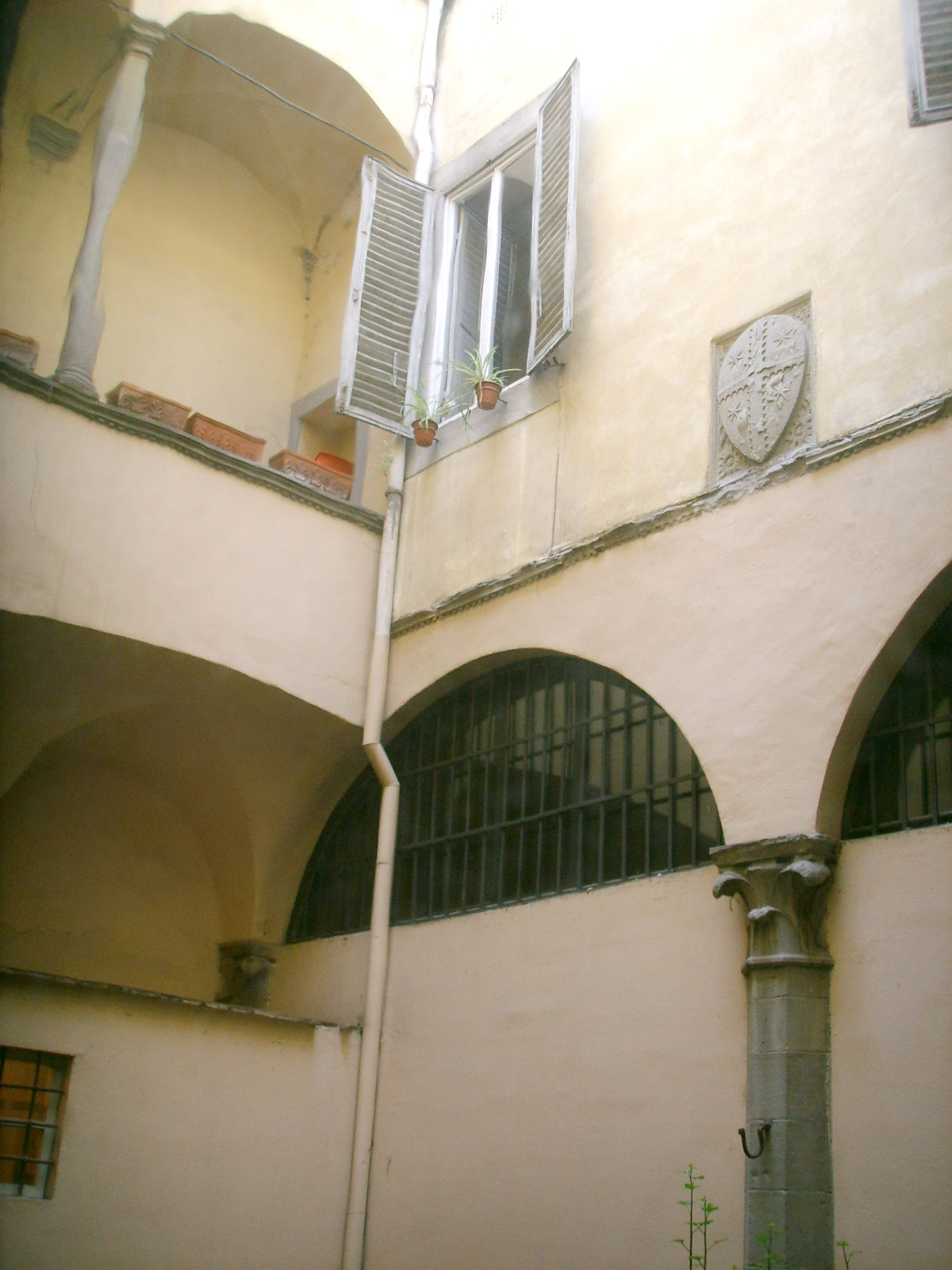